# كولسترولية المرارة
كولسترولية المرارة (بالإنجليزية: Cholesterolosis gallbladder)‏ هي تغيرٌ في جدار المرارة نتيجةً للكولسترول الزائد.
ينتج هذا المرض عن الترسب غير الطبيعي لاسترات الكولسترول في البلعميات ضمن الصفيحة المخصوصة )خلايا رغوية) وفي النسيج الطلائي المخاطي. قد تتأثر المرارة بشكلٍ بُقعي محلي أو شكلٍ منتشر من هذا المرض، حيثُ يظهر الشكل المنتشر مجهريًا كغشاءٍ مخاطي أحمر فاتح مع تبقع أصفر بسبب الليبيدات، وهذا ما يمنحها تسمية مرارة فراولية، فقد جاءت تسميةُ المرارة الفراولية من شكل السطح المخاطي في الفحص العياني المُشابه جدًا للفراولة.
لا ترتبط هذه الحالة مع التحصي الصفراوي أو التهاب المرارة.

## التسمية
تُعرف هذه الحالة بعدة أسماء أُخرى، منها:
- تكدس الكولسترول في المرارة[1]
- مرارة فراولية[4] أو مرارة توتية[4] أو مرارة شبيهة بتوت الأرض[4] أو مرارة بشكل الفراولة[4] أو مرارة فريزية[4](بالإنجليزية: strawberry gallbladder)‏.

## معرض صور

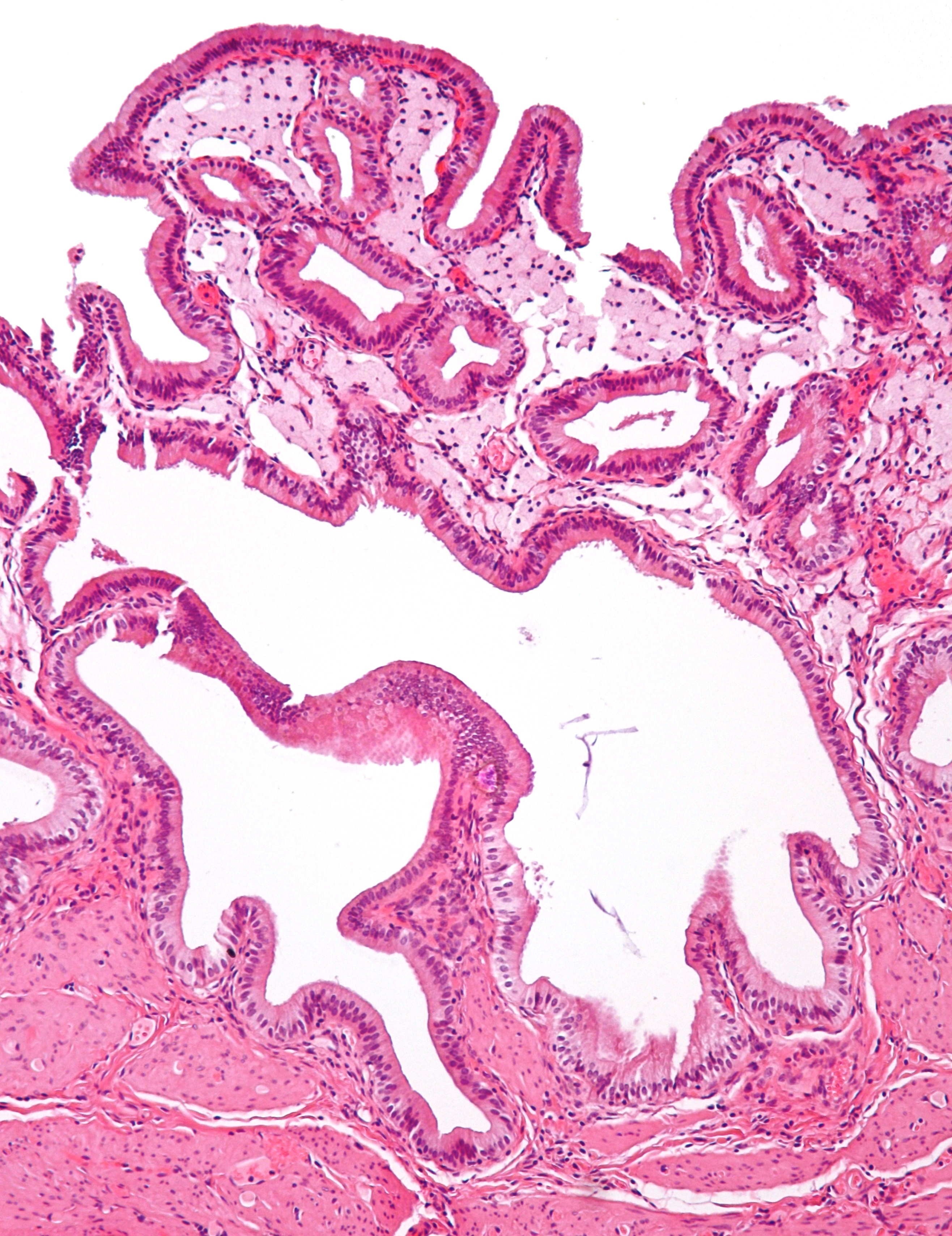
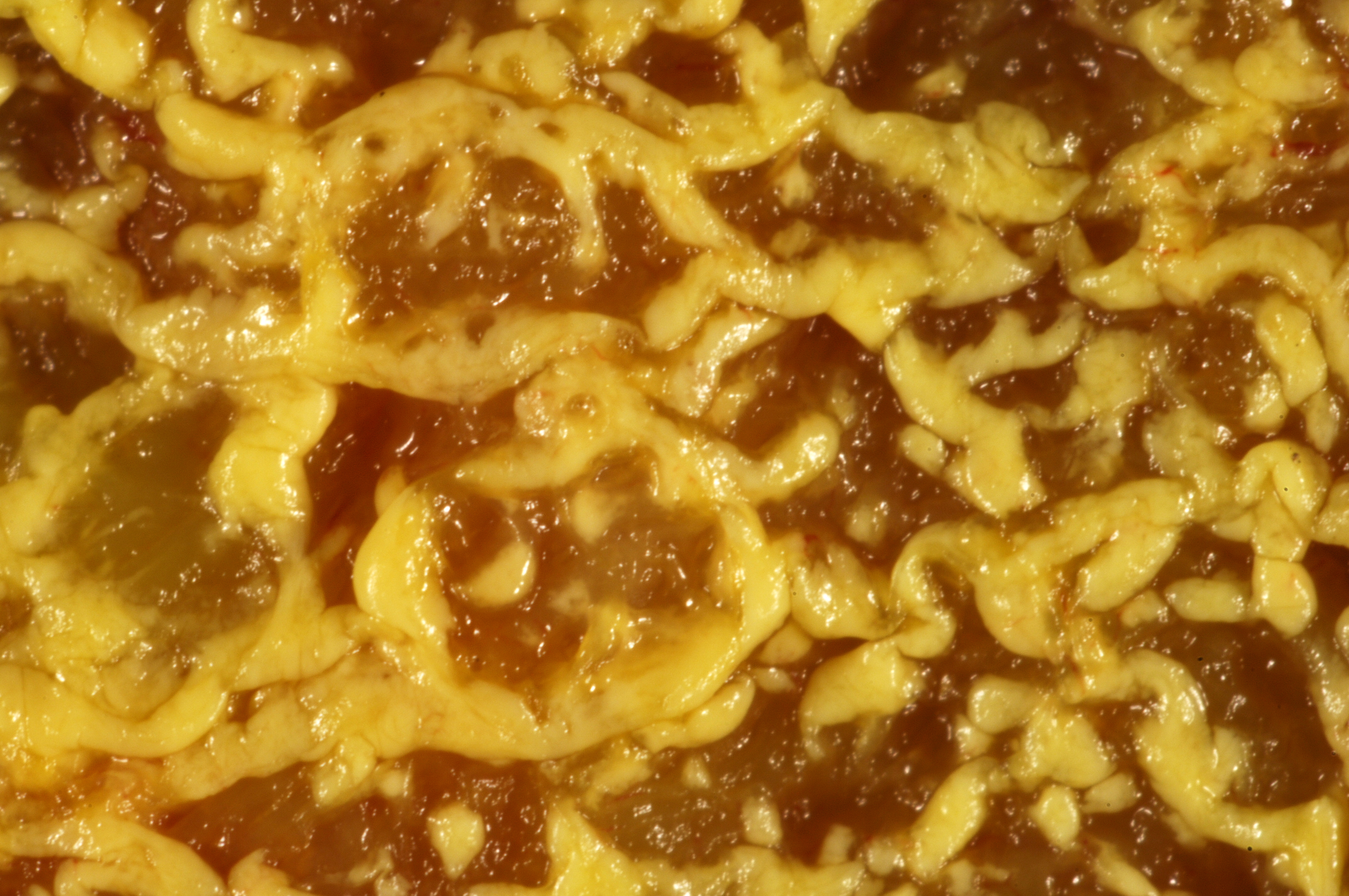
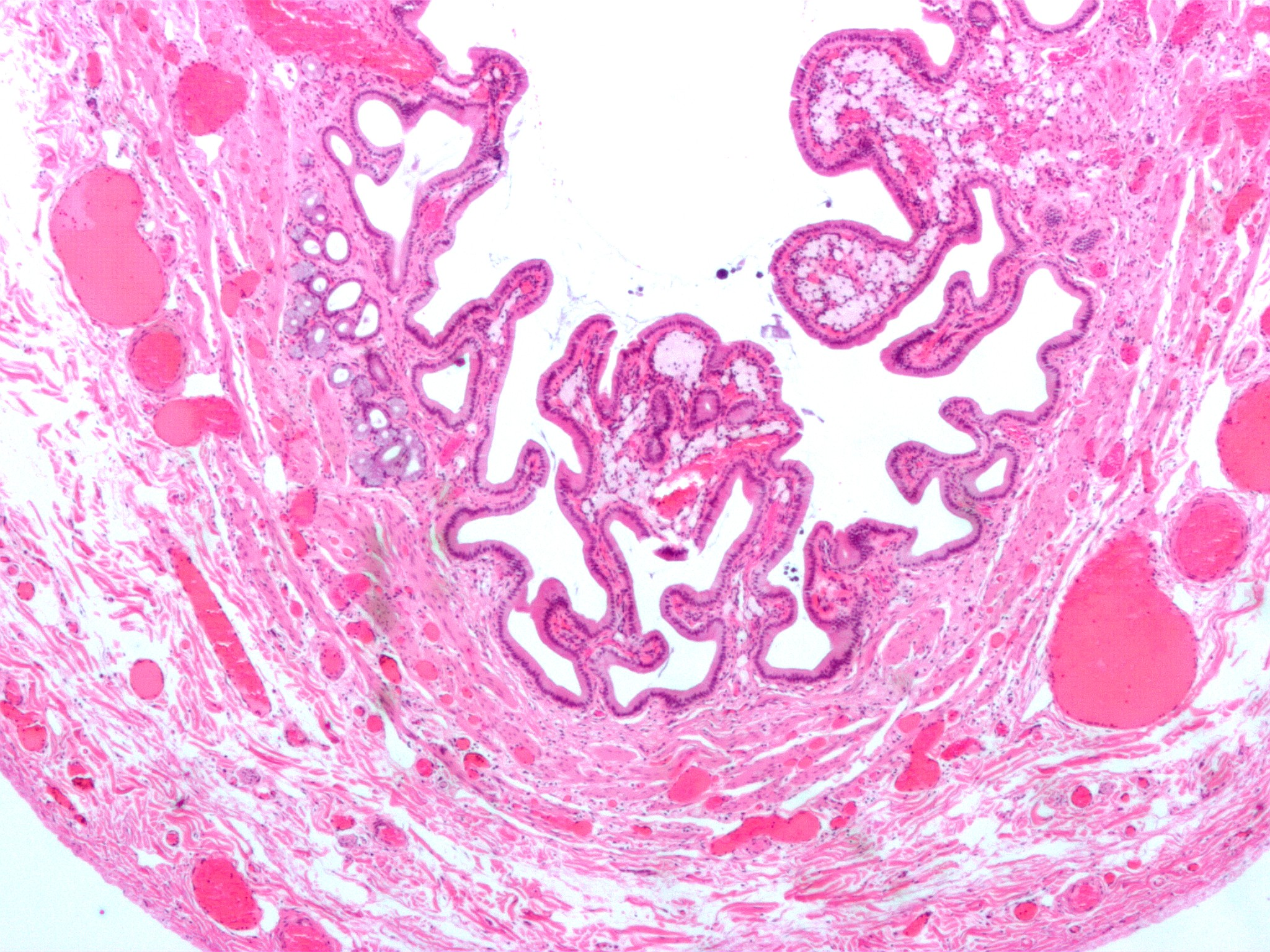
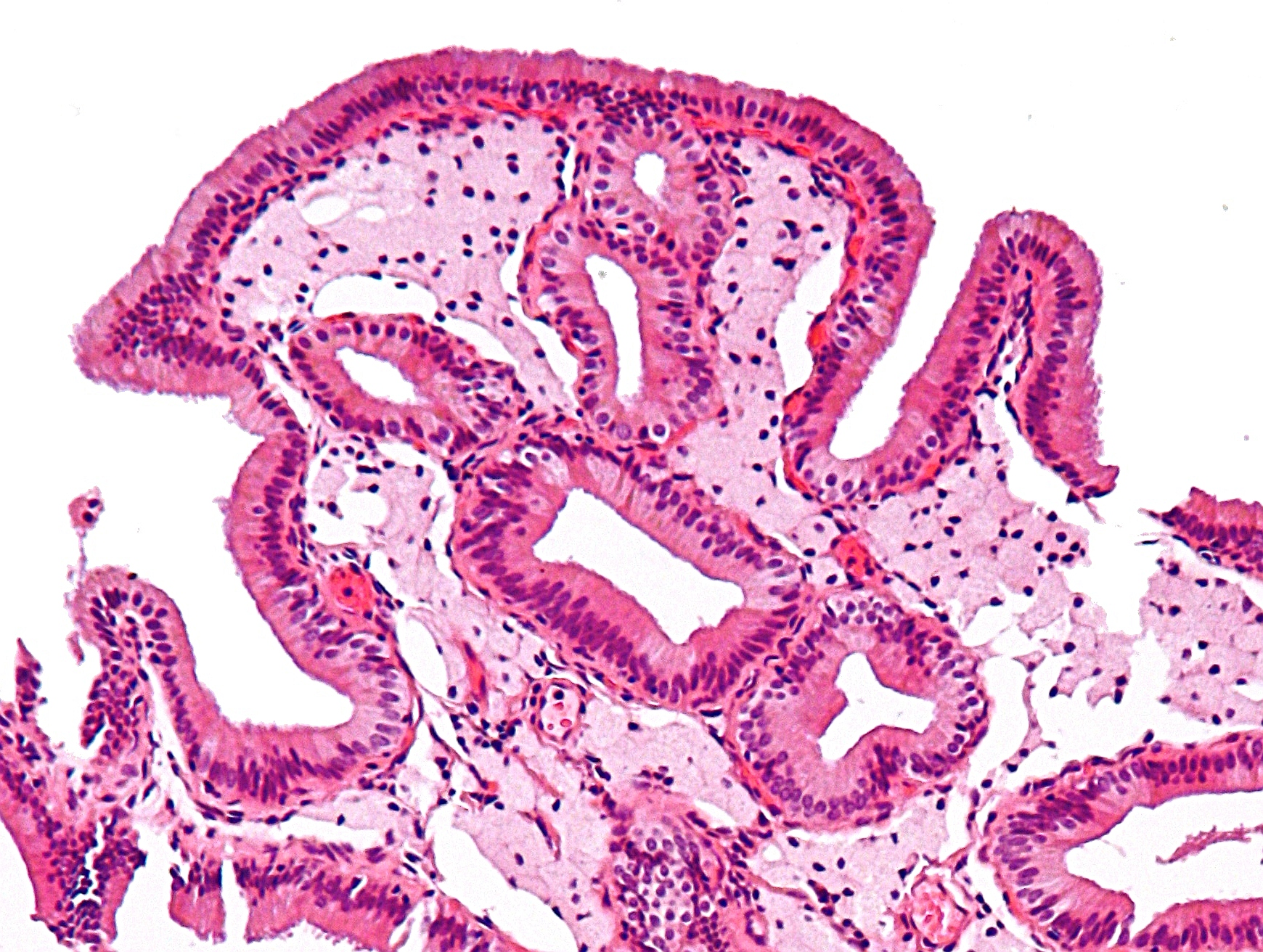